# Darrin Govens
Anthony Darrin Govens (Chester, 5 gennaio 1988) è un cestista statunitense naturalizzato ungherese.

## Palmarès
- Campionato ungherese: 1

Falco Szombathely: 2018-19